# 名誉顧問
名誉顧問（めいよこもん）とは、ある組織の意思決定の権限を持たない栄誉職。社長、頭取など代表権のある取締役から退いた者、特に顧問、相談役を退いた者に与えられる職名ないし称号。名誉役員の職名の一つ。関連する職名として名誉最高顧問、名誉特別顧問、名誉副顧問がある(本項で解説)。

## 名誉最高顧問
企業の中では、名誉役員たる顧問の職位として名誉最高顧問を置く例がある。

## 名誉特別顧問
また、財団法人電力中央研究所など財団や社団の中には名誉特別顧問を置く例がある。

## 名誉顧問

### 地方公共団体における名誉顧問
市町村ではその地域ゆかりの著名人などに名誉顧問を委嘱することがある。2016年、群馬県前橋市が国際オリンピック委員会名誉委員で、1956年コルチナ・ダンペッツオオリンピックアルペンスキー男子回転で銀メダルを獲得し、日本人初の冬季オリンピックメダリストとなった猪谷千春を市の名誉顧問に迎えたのはその例である。幼少期を市内で過ごしたことが縁となり委嘱され、主な任務としては市の政策課題への助言などを行うこととされた。

### 文化施設等の名誉顧問
博物館や美術館等、文化施設でも名誉顧問を迎える例がある。三重県松阪市にある本居長世メモリアルハウスでは、三笠宮崇仁親王が生前、童謡を好み、童謡作曲家であった本居長世と親交があったことから、同ハウスの名誉顧問を務めていたのは主な例である。

### 公益団体における名誉顧問
その他、公益団体でも名誉顧問を置く例がある。日本と中国との友好を図る日中友好協会では元首相の村山富市が同協会名誉顧問を務めていたのはその例で、2016年には、かつて2007年に中国から村山に贈呈された遣隋使船の模型を大分市に寄贈したことが当時新聞で報道された。

### 民間企業における名誉顧問
企業経営においては役員である代表取締役、取締役という法的に定められた職責の他に、会長、副会長、社長、副社長、専務、常務といった職制があり、特に会長または社長のうち、代表権を持つ者が企業経営のトップを担ってきた。日本企業では伝統的に社長を退任した者が会長、その後、名誉会長、相談役、顧問と何らかの栄誉職を保持したまま、企業経営に影響力を持つOBが多く見られた。昨今では、平成18年(2006年)には日本国内大手の電子機器メーカー　ソニーが顧問制を廃止を謳っており、平成19年(2007年)5月10日の『読売新聞』新聞の報道では、経済同友会が会社役員OB・OGの名誉顧問・相談役の廃止を提言しているように、名誉顧問の職制を廃止する風潮が強まっている。但し、無報酬のかつ権限のない形で名誉顧問の職を置く企業もある。

## 名誉副顧問
なお、民間の社団や財団の中には名誉副顧問を置く例もある。

### 報道資料
- 『日本経済新聞』2016年5月25日朝刊
- 『日本経済新聞』2016年8月22日朝刊
- 『毎日新聞』2016年10月25日西部朝刊
- 『読売新聞』2016年1月28日東京朝刊群馬1版
- 『読売新聞』2011年6月11日東京朝刊
- 『読売新聞』2016年10月28日中部朝刊北勢版

### インターネット資料
- 国土交通省ウェブサイト「総合資源エネルギー調査会原子力保安・安全委員会核燃料サイクル小委員会輸送ワーキンググループ委員名簿 (PDF) 」
- 日本取締役協会ウェブサイト「組織概要」
- 内閣府ウェブサイト「平成28年春の外国人叙勲」 (PDF) 」